# Manus (província)

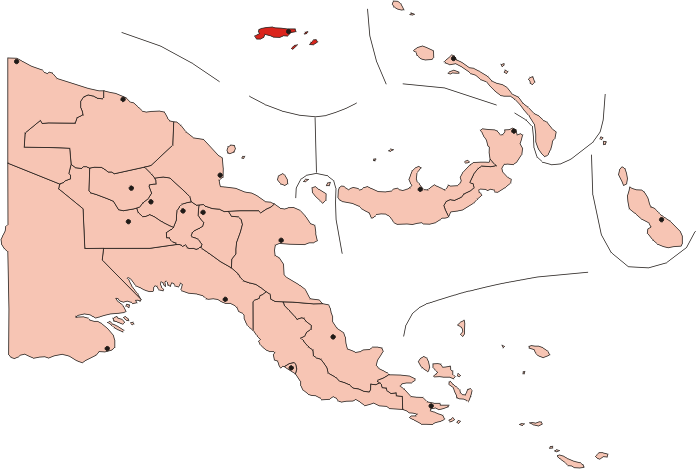
Localização da província de Manus na Papua-Nova Guiné.

Bandeira de Manus.

Manus é uma das 20 províncias da Papua-Nova Guiné. Fica na região de Momase. Tem 2100 km² de área e 43 387 habitantes (censo de 2000). A sua capital é a cidade de Lorengau. É a mais pequena província do país em área. A província é composta pelas Ilhas do Almirantado, um grupo de 18 ilhas no arquipélago de Bismarck, e pela ilha Wuvulu e atóis próximos a oeste. A maior das ilhas é a ilha Manus, onde Lorengau se situa.